# 溪北村 (溪口鄉)
23°36′09.3″N 120°23′32.4″E / 23.602583°N 120.392333°E
溪北村，是臺灣省嘉義縣溪口鄉轄下的行政區。面積1.7682平方公里，轄下鄰數14鄰，總人口數745人。溪口鄉重要行政、文教機關皆位於該村，包含溪口鄉公所、溪口鄉衛生所等。

## 地理
溪北村由後港、溝明及小柴林腳三個聚落組成。東臨溪西村，西臨柴林村，南臨美北村；道路交通以溝明活動中心為中心點。
今日的溪北村及比臨的溪西村、溪東村，街位於三疊溪南方，在日治時期區劃地名中統稱為「打貓南堡」下的「雙溪口庄」，迨後地方制度更改廢區置庄設立庄役場，將「溪口庄」所在地分為一保、二保、三保、四保、五保、六保，五保為溪北村，六保為溪明村，溪明村後因人口數少併入溪北村。

## 聚落歷史
溪北村由後港、溝明及小柴林腳三個聚落組成。
- 後港，位於舊河道的北方，即在其背後，故得名，聚落內以饒平劉氏為多，其次為饒平張氏，現已發展成街區。

- 溝明，西元1851～1861年（清咸豐時期），陳姓祖先分自新港鄉古民，依記載古民舊名「猴眠庄」，故可能後來音轉為溝坪；新港鄉古民村和中庄村之族譜，亦有記載其大房係在溝坪。西元1862～1874年（同治年間），記載此聚落名為「溝仔坪」。日治初期，被字成與溝坪音近的溝明（日語音），故名[4]。

- 小柴林腳，係由柴林腳鄭性分移出的新聚落，村落較小，故得名小柴林腳，位於溪北村最南側聚落[1]。

## 教育
溪口國民小學，創建於西元1901年，前身為雙溪口公學校。目前學生人數321名，共有14個班級，其中包含1特教班。

## 文化資源/文化資產
- 三仙宮：主祀三山國王，為小柴林腳之庄廟，係先人自廣東迎入本地奉於家宅，由於香火鼎盛，於西元1836年（道光十六年）在現址後約一丈處，創立廟宇，安座神位。

- 溪口鄉文化生活館：座落在溪口國小旁，以圖書館功能轉型出發，開館之初即加入文建會(現文化部)地方文化館行列，不定期舉辦藝文活動[6]。

## 景點
- 溪口鄉文化生活館，是全國第一座圖書館、展演空間共構的綠建築，並獲得內政部核定的黃金級綠建築標章[7]。

- 溪口老街，位於溪口鄉中正路段，老街於清道光年間形成，是鄰近庄民市集之地，物前老街上保由一段傳統街屋，知名百年歷史張濟生中藥店是老街上第一幢建築，另有張氏家族所建巴洛克風格洋樓，迄今仍可在老街上看見[8]。